# Dylan Page (cyclisme)
Pour les articles homonymes, voir Dylan Page et Page.
Dylan Page, né le 5 novembre 1993 à Châtonnaye, est un coureur cycliste suisse, professionnel de 2015 à 2019.

## Biographie

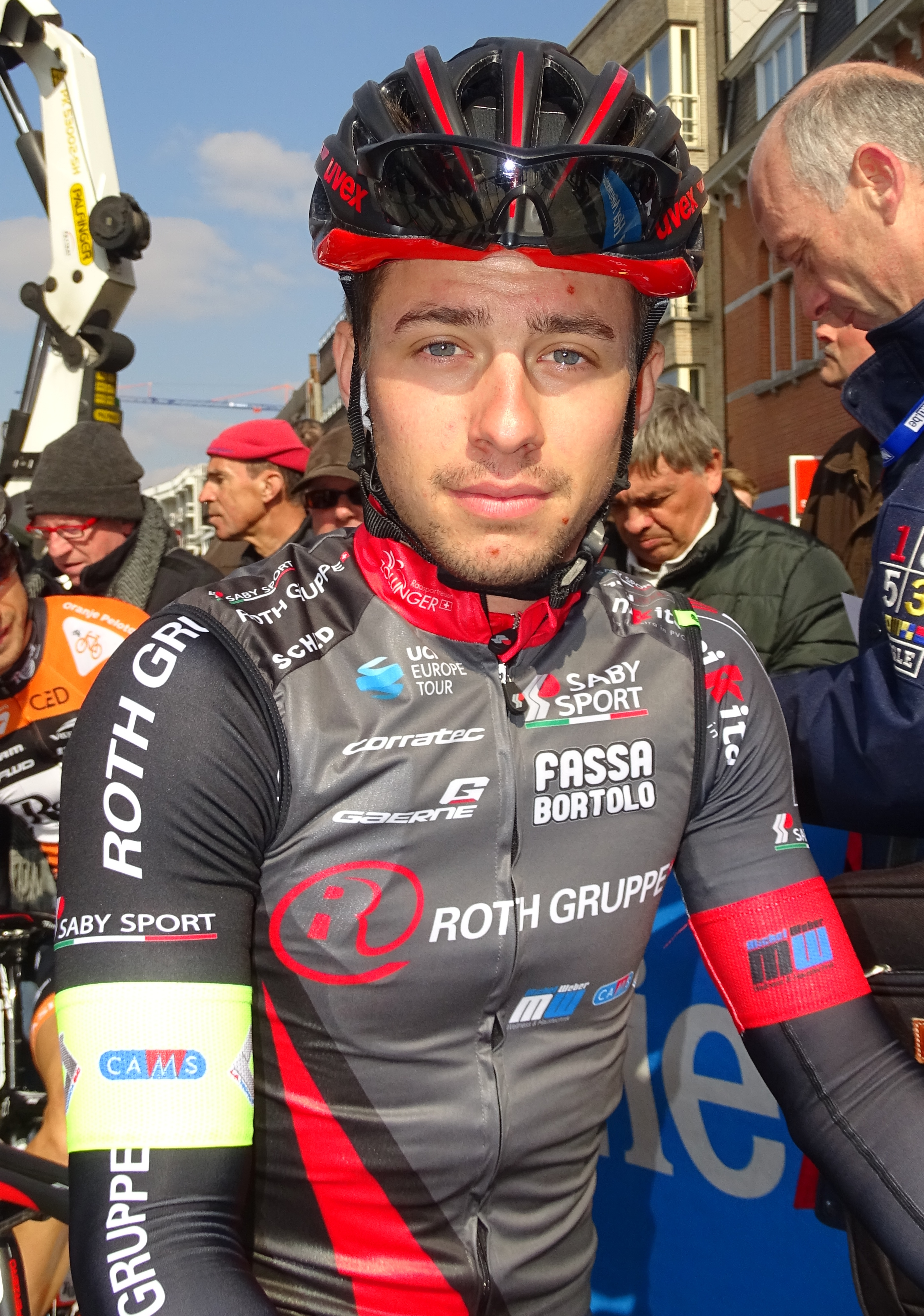
Dylan Page lors du départ de la Nokere Koerse 2016 à Deinze.

Dylan Page fait ses débuts en VTT et cyclocross
En 2014, il fait le choix de privilégier la route et intègre l'équipe Roth-Felt, qui devient Roth-Škoda l'année suivante. Il évolue deux saisons en continental professionnel au sein de Roth (2016), puis Caja Rural-Seguros RGA (2017). En 2017, il est sélectionné pour participer aux championnats d'Europe de cyclisme sur route.
En 2018, il retourne en continental chez Sapura et remporte la 1re étape du Tour d'Indonésie. Il revient au pays en 2019 chez IAM Excelsior. Fin 2019, il annonce mettre un terme à sa carrière, pour travailler dans le magasin de cycles familial. 

## Palmarès et classements mondiaux

### Palmarès
- 2016
  - 3e du Trofeo Playa de Palma
- 2018
  - 1re étape du Tour d'Indonésie

### Classements mondiaux
| Année           | 2012 | 2013 | 2014 | 2015 | 2016 | 2017 | 2018   |
| --------------- | ---- | ---- | ---- | ---- | ---- | ---- | ------ |
| UCI Africa Tour | 131e |      |      |      |      |      |        |
| UCI Asia Tour   |      |      |      |      | 521e |      | 206e   |
| UCI Europe Tour |      |      | 976e | 574e | 340e | 608e | 1 266e |